# بروس إم. كينغ
بروس إم. كينغ (بالإنجليزية: Bruce M. King)‏ هو عالم نفس أمريكي، ولد في 1946.